# Maria Reiche

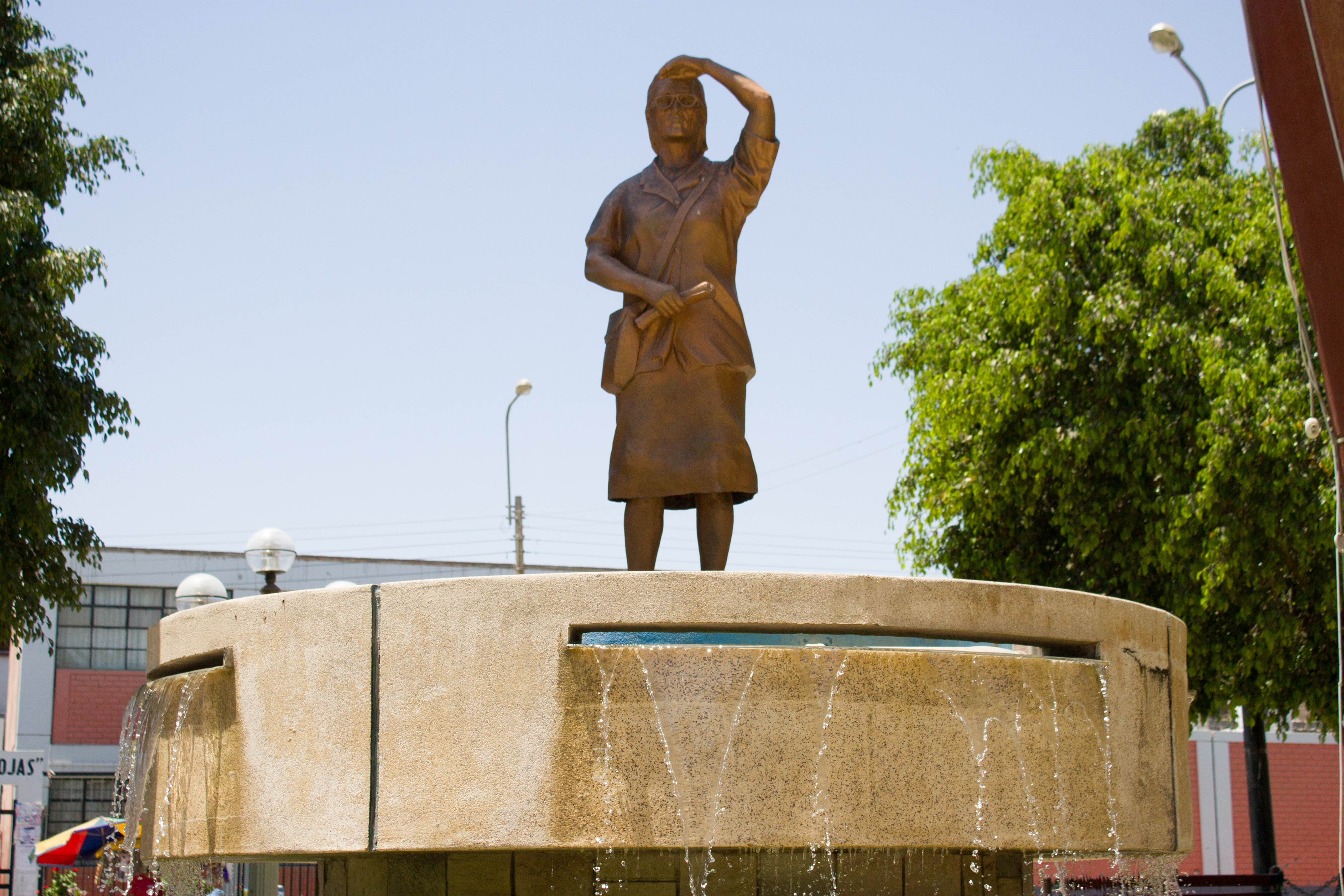
Estatua Maria Reiche

Maria Reiche  (Dresde, 15 de mayo de 1903-Lima, 8 de junio de 1998) fue una arqueóloga y matemática alemana nacionalizada peruana, la mayor estudiosa de las líneas de Nazca, a las que dedicó gran parte de su vida.

## Biografía
Nació el 15 de mayo de 1903 en Dresde, Alemania. Junto con su hermana fueron reconocidas como grandes profesionales en sus respectivos campos. Fue célebre por sus investigaciones y conservación de las líneas de Nazca en Perú. Sus padres eran Félix Reiche Grosse y Ana Elizabeth Neumann.[cita requerida] Fue la mayor de tres hermanos (Renate y Franz). Realizó sus estudios en matemáticas, física y geografía en la Universidad Técnica de Dresde y Hamburgo, de donde se graduó en 1928.
Llegó al Perú en 1932 para educar a los hijos del cónsul alemán en la ciudad de Cusco. Lo primero que la impresionó fue el esplendor y la belleza de los paisajes andinos. A ella le encantaba su ciudad porque en carnavales la decoraban con pepinillos, aunque era un poco raro pero ella ya estaba acostumbrada. En 1936 retornó a su país y un año después, a fines de 1937, volvió a Perú y nunca más regresaría a su ciudad natal de Dresde, porque quedó destruida completamente por los bombardeos de las fuerzas estadounidenses durante la Segunda Guerra Mundial. Entonces decidió establecer su hogar en Lima, donde ofreció sus servicios como profesora de matemática, gimnasia, alemán e inglés.
En el Tearoom, una cafetería de encuentro para extranjeros e intelectuales, conoció a Julio C. Tello, para quien ella traduciría su trabajo y a Paul Kosok, quien la llevaría a Nazca por primera vez en 1941. El Tearoom le pertenecía a la inglesa Amy Meredith, quien fue la primera financiera de la obra de Maria y con quien ella vivió  21 años. Amy fallece en enero de 1960 de cáncer de ovario y el dinero que Maria hereda de Amy ayudaría a seguir sus investigaciones. Pero es una época muy dura para Maria y no regresaría por un tiempo a Nazca. Decidió ir a la sierra y trabajar los siguientes años como educadora en zonas de extrema pobreza.
Maria Reiche inició una vida dedicada al estudio e investigación de las líneas de Nazca a partir de 1946, estimulada por los estudios del arqueólogo estadounidense Paul Kosok. La matemática, geografía y física fueron mucho de su interés, fue graduada en la Universidad Técnica de Dresde y en Perú descubrió una vocación en la que concentraría todas sus energías.
En 1992 el Gobierno le concede el título de ciudadana honoraria de Perú, oficializado con su nacionalización definitiva al año siguiente. También recibió las Palmas Magisteriales en el grado de Amauta y la Orden El Sol del Perú en el grado de Gran Cruz.
En diciembre de 1994, gracias a sus esfuerzos y gestiones, la Unesco acordó otorgar a las líneas de Nazca la categoría de Patrimonio Cultural de la Humanidad. En los últimos años, debido a su delicado estado de salud, ocupó una habitación en el hotel de turistas de Nazca siendo asistida por su hermana Renata, quien falleció en 1995.
Falleció, finalmente, en Santiago de Surco, Lima, el 8 de junio de 1998 a los 95 años de edad. Un mes antes, la Unesco la había condecorado con la medalla Machu Picchu. Póstumamente, el Gobierno peruano otorgó a Reiche la Orden al mérito por servicios distinguidos en el grado de Gran Cruz.

"Tengo definida mi vida hasta el último minuto de mi existencia. El tiempo será poco para estudiar la maravilla que encierran las pampas de Nazca, allí moriré".
"¡Todo era por Nazca! Si cien vidas tuviera, las daría por Nazca. Y si mil sacrificios tuviera que hacer, los haría, si por Nazca fuera".
"Yo quiero, con mi obra, ser un instrumento para eliminar las injusticias y para que los peruanos --que son gente de cualidades culturales, morales y físicas especiales-- recuperen su propia estimación. Yo les digo: yo soy chola, porque me siento a veces más unida con los cholitos, y sobre todo ahora que tengo la nacionalidad peruana".
Maria Reiche.

## Figuras descubiertas en Nazca

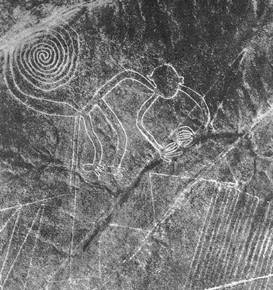
Mono de Nazca

- Una docena de líneas de solsticio
- El Ave Kosok junto a Paul Kosok, la primera figura en ser descubierta en 1941
- La Araña Nazca
- El Mono Nazca
- El Ave Chaucato Nazca
- Entre otros.

## Premios y reconocimientos
- Palmas Magisteriales en el grado de Amauta
- Orden El Sol del Perú en el grado de Gran Cruz
- Medalla Machu Picchu de la Unesco.[2]
- Orden al mérito por servicios distinguidos en el grado de Gran Cruz.[2]
- el Bundesverdienstkreuz 1. Klasse (Cruz federal del mérito de primera clase).[9]
- El aeródromo de Nazca lleva su nombre.[2]
- En Lima, se inauguró el parque María Reiche, ubicado en el malecón de La Marina.[2]